# Xã Orrock, Quận Sherburne, Minnesota
Xã Orrock (tiếng Anh: Orrock Township) là một xã thuộc quận Sherburne, tiểu bang Minnesota, Hoa Kỳ. Năm 2010, dân số của xã này là 3.451 người. Xã được thành lập vào năm 1875, với tên được lấy từ tên Robert Orrock, 1 người tiên phong đến định cư nơi này.